# 丰都街道
丰都街道，是中华人民共和国贵州省黔西南布依族苗族自治州兴义市下辖的一个乡镇级行政单位。

## 行政区划
丰都街道下辖以下地区：
丰都村、新建村、龙塘村、普子村、江岸村和赵家渡村。